# Moray Watson
Moray Watson (Sunningdale, Berkshire, 1928. június 25. – Hillingdon, Nagy-London, 2017. május 2.) angol színész.

## Filmjei

### Mozifilmek
- Másutt a fű zöldebb (The Grass Is Greener) (1960)
- A Crossbow akció (Operation Crossbow) (1965)
- Tengeri farkasok (The Sea Wolves) (1980)

### Tv-filmek
- The Pallisers (1974)
- Büszkeség és balitélet (Pride and Prejudice) (1980)
- Holttest a könyvtárszobában (Miss Marple: The Body in the Library) (1984)
- Elsőosztályú gyilkosság (A Murder of Quality) (1991)
- A legkülönb unoka (To Be the Best) (1992)
- Bertie és Elizabeth (Bertie and Elizabeth) (2002)

### Tv-sorozatok
- Silas Marner (1964, öt epizódban)
- Compact (1962–1965, 97 epizódban)
- Az Angyal kalandjai (The Saint) (1964, egy epizódban)
- Catweazle (1971, 12 epizódban)
- Quiller (1975, 13 epizódban)
- Az Angyal visszatér (Return of the Saint) (1978, egy epizódban)
- Rumpole of the Bailey (1978–1988, tíz epizódban)
- Ki vagy, doki? (Doctor Who) (1982, két epizódban)
- Union Castle (1982, hét epizódban)
- Meghökkentő mesék (Tales of the Unexpected) (1982, egy epizódban)
- Igenis, Miniszter Úr! (Yes Minister) (1982, egy epizódban)
- Rude Health (1987, hét epizódban)
- The Darling Buds of May (1991–1993, 11 epizódban)
- A Dibley-i lelkész (The Vicar of Dibley) (1994, egy epizódban)
- Kisvárosi gyilkosságok (Midsomer Murders) (2000, egy epizódban)
- Az én kis családom (My Family) (2011, egy epizódban)

## További információ
- Moray Watson a PORT.hu-n (magyarul)
- Moray Watson az Internetes Szinkronadatbázisban (magyarul)
- Moray Watson az Internet Movie Database-ben (angolul)
- Moray Watson a Rotten Tomatoeson (angolul)